# Дозувальний насос
Дозува́льний насо́с (рос. дозировочный насос, англ. measuring pump, metering pump, batcher pump, нім. Dosierpumpe f) — насос призначений для об'ємного дозування різних рідин, емульсій і суспензій в трубопроводи, резервуари, технологічні апарати, свердловини тощо. Застосовується в процесах, пов'язаних з обробкою рідин і газів. За допомогою дозувальних насосів подають реагенти в процеси збагачення корисних копалин, інгібітори, деемульгатори і інш. Являє собою насос плунжерного, гвинтового, мембранного або шестерінчастого типу з регульованою продуктивністю і приводом від електродвигуна. Робочий тиск досягає 100 МПа, продуктивність до 2,5х10−3 м³/год.